# Русская речь (журнал А. А. Навроцкого)
«Русская речь» — умеренно-прогрессистский литературно-художественный и общественно-политический журнал. Выходил в Санкт-Петербурге в 1879—1882 годах. Редактор и издатель — поэт, романист, драматург Александр Навроцкий.
А. А. Навроцкий публиковал в журнале свои статьи на общественные темы, стихотворения, исторические драмы в стихах «Последняя Русь», «Крещение Литвы», «Иезуиты в Литве».
Редактор привлек к сотрудничеству А. Д. Градовского, И. А. Гончарова, Н. Я. Данилевского, А. В. Круглова, Е. Л. Маркова.
Журнал успеха не имел. А. А. Навроцкий на его издании разорился и прекратил его выпуск в 1882 году на № 5.